# Controverse sur la loi de 1973 sur la Banque de France
La controverse sur la loi de 1973 sur la Banque de France est une controverse politique française au sujet de la loi de 1973 sur la Banque de France. Déclenchée en 2008, cette polémique a trait au rôle que la loi de 1973 aurait joué dans l'augmentation de la dette publique française, certains soutenant que son article 25 aurait interdit au Trésor public français de s'endetter auprès de la Banque de France et aurait obligé le pays à recourir aux marchés financiers. Cette thèse a fait l'objet de réfutations par des économistes et des historiens.

## Contexte
La loi de 1973 sur la Banque de France, votée sous la présidence de Georges Pompidou, est le fruit d'une confrontation de points de vue entre Valéry Giscard d'Estaing, à l'époque ministre des Finances, et Olivier Wormser, gouverneur de la Banque de France. Le second cherche à obtenir une plus grande indépendance de la banque centrale dans ses opérations ; le premier souhaite clarifier le statut de la banque, qui demeure déterminé par ceux qui avaient été adoptés par le Front populaire dans les années 1930. En effet, comme le relève André de Laubadère, le statut de la Banque de France est alors dispersé sur 192 articles provenant de 35 lois, 6 ordonnances, 16 conventions, 6 décrets-lois et 40 décrets.
La loi est votée et promulguée en 1973. Elle clarifie les relations entre le ministère des Finances et la banque. Un sénateur ajoute à la loi un article, l'article 25, qui répète une disposition de la loi de 1936, votée sous le Front populaire : « Le Trésor public ne peut être présentateur de ses propres effets à l’escompte de la Banque de France ». Si l'amendement parlementaire provoque l'incompréhension au sein du cabinet du ministre du fait de son caractère évident, il est voté. Il ne change en rien les relations entre la Banque de France et le Trésor public.

## Médiatisation

### Échange sur le blog de Valéry Giscard d'Estaing (2008)
La loi tombe rapidement dans l'oubli. Gabriel Galand et Alain Grandjean, membres de l'association « Chômage et Monnaie », dénoncent cette loi dans un livre de 1996. Elle n'intègre pas le débat public avant plusieurs années. En juillet 2008, un internaute demande à Valéry Giscard d'Estaing, sur le blog de l'ancien président de la République, comment il a pu justifier l'article 25 de la loi de 1973, qui aurait interdit les avances de la Banque de France et ainsi « nous [aurait] ligot[é] sous la coupe des banques privées ».
L'échange entre l'ancien président et l'internaute passe au départ inaperçu, mais devient peu à peu viral. En juin 2009, le dialogue sur le blog de Giscard d'Estaing est repris par L'Humanité, qui en fait un article.

### Popularisation par Marine Le Pen et Michel Rocard (années 2010)
L'idée selon laquelle la loi aurait empêché à l’État de se financer à bas coût se répand et Marine Le Pen popularise la loi en déclarant dans À vous de juger, sur France 2, en 2010, vouloir « sortir de la loi de 1973 » qui aurait « obligé la France à aller emprunter sur les marchés financiers internationaux avec des taux d'intérêt importants ». L'idée est reprise par le Nouveau Parti anticapitaliste, ATTAC, etc. En 2011, Emmanuel Todd soutient que l’État français souffre de « l'auto-interdiction pour l'État de fabriquer de la monnaie », qui aurait été « établie par la loi Pompidou dès 1973 ». Il soutient ainsi que la dette serait illégitime et ne devrait pas être remboursée. L'année suivante, en décembre 2012, Michel Rocard déclare sur Europe 1 que la loi, qu'il date de 1974, aurait interdit à l’État de se financer sans intérêts, « ce qui veut donc dire d'abord que l'humanité a vécu quelques siècles en se finançant à l’œil et sans avoir de crise de la dette souveraine ».
Plusieurs partis politiques français ont exprimé leur critique de cette loi dans leur programme pour l'élection présidentielle de 2012. Nicolas Dupont-Aignan en fait état dans son livre L'Arnaque du siècle. Il affirme : « Comment pouvons-nous accepter d'avoir transféré la création monétaire au secteur privé, c'est-à-dire aux banques privées ? […] Est-il normal, pour construire une autoroute, pour financer le haut débit, d'emprunter à 3 % à des banques ou par des obligations alors que la banque centrale publique prête à 1 % ? […] Alors même que l'on pourrait, comme la France l'a fait jusqu'en 73 […] financer à un taux abordable nos équipements publics ? ».
L'idée est également soutenue par des essayistes. Une des principales figures de la critique de la loi de 1973 est le blogueur Étienne Chouard qui a préfacé le livre de l'essayiste altermondialiste André-Jacques Holbecq La dette publique, une affaire rentable (2008). Sans nommer la « loi de 1973 », le webdocumentaire L'Argent Dette fustige lui aussi que les États empruntent de l'argent et payent des intérêts, alors qu'ils pourraient créer de la monnaie. Étienne Chouard et L’Argent Dette citent tous deux également l'équivalent américain du Federal Reserve Act de 1913, qui fonde la Réserve fédérale des États-Unis.
En février 2015, le documentaire d'Arte, La dette, une spirale infernale ?, donne la parole à Bernard Maris, qui y explique notamment « L'argent, qui était devenu un bien public – c'est-à-dire que l'État gérait la création monétaire – est redevenu un bien privé, créé par les banques, de grandes puissances autonomes, dans les années 1970, et après ça n'a fait que s'amplifier. [...] Ça veut dire que la création de l'argent qui vous permet de vivre est soumis à des intérêts privés, donc des gens vont faire du profit sur ce qui normalement devrait vous permettre uniquement de faire des transactions. Le fait que l'argent ait été privatisé, d'abord cela donne des privilèges exorbitants aux banques, qui peuvent créer à l'infini de l'argent, et ça leur donne une tutelle sur l'économie qu'elles n'avaient pas, puisque c'était plutôt les producteurs qui avaient cette tutelle, et maintenant ce sont les financiers qui l'ont ».

### Reprise par le mouvement des Gilets jaunes (2018)
Durant le mouvement des Gilets jaunes, la controverse renaît, soutenue par des membres médiatiques issus du mouvement.

## Postérité
En 2011, au moment de la médiatisation de la loi, Le Monde publie une tribune d'Alain Beitone. Il rappelle que la critique attribuant à la loi de 1973 l'impossibilité de se financer par création monétaire n'est pas fondée. En effet, la loi de 1973 ne présentait pas de rupture aux règles préexistantes : l'article 25 de la loi de 73-7 du 3 janvier 1973 qui fait que le « le Trésor public ne peut être présentateur de ses propres effets à l'escompte de la Banque de France » ne fait que reprendre l'interdiction introduite par Léon Blum dans la loi du 24 juillet 1936 (« tous les effets de la dette flottante émis par le Trésor public et venant à échéance dans un délai de trois mois au maximum sont admis sans limitation au réescompte de l’Institut d’émission, sauf au profit du Trésor public »).
Peu de temps plus tard, dans Libération, Pierre-Cyrille Hautcœur et Miklos Vari rappellent que la thèse selon laquelle la loi aurait été votée sous la pression des grandes banques pour privatiser la dette publique est du ressort de la théorie du complot et de la « légende urbaine »,.
Certains font également remarquer que la loi n'a pas mis fin au financement de l'État par la Banque de France,. Vincent Duchaussoy, docteur en histoire économique contemporaine, remarque qu'en 1983 le financement du déficit budgétaire était encore majoritairement effectué par la Banque de France. Ce n'est qu'en 1984 que le véritable tournant historique a eu lieu, avec un recours majoritaire au marché, sous l'influence des idées monétaristes, et dans un contexte plus vaste de libéralisation des marchés financiers. En outre, l'endettement de l'État auprès des particuliers existait déjà avant 1973, et ce à des taux également élevés (emprunt Pinay au taux de 3,5 %, etc.).
Ainsi, jusqu'en 1972, la Banque de France pouvait prêter à l’État sans intérêt 10,5 milliards de francs (équivalant à 10 milliards d'euros de 2015) puis 10 autres milliards de francs (FRF) au taux directeur le plus faible de la banque au moment du prêt,. Au-delà, l'État devait emprunter sur le marché privé. C'est ce qui s'est passé en 1973 alors que la baisse de la TVA introduite en janvier a supprimé d'un coup 7,5 milliards de francs de recettes. Ce montant de 20,5 milliards de FRF de 1973 (17,8 milliards d'euros de 2015) défini dans la loi de 1973 était supérieur à ce que la Banque de France prêtait à l'État au cours des années précédentes.
En définitive, ce n'est qu'en 1993, avec le Traité de Maastricht, que l'interdiction pour le Trésor public d'être abondé par la banque centrale a été énoncée pour la première fois dans son article 104, paragraphe 1 également réécrit à l'article 123 du Traité sur le fonctionnement de l'Union européenne (TFUE).